# Michael Lipsky
 (mai 2021).
La mise en forme du texte ne suit pas les recommandations de Wikipédia : il faut le « wikifier ».
Les points d'amélioration suivants sont les cas les plus fréquents :
- Les titres sont pré-formatés par le logiciel. Ils ne sont ni en capitales, ni en gras.
- Le texte ne doit pas être écrit en capitales (les noms de famille non plus), ni en gras, ni en italique, ni en « petit »…
- Le gras n'est utilisé que pour surligner le titre de l'article dans l'introduction, une seule fois.
- L'italique est rarement utilisé : mots en langue étrangère, titres d'œuvres, noms de bateaux, etc.
- Les citations ne sont pas en italique mais en corps de texte normal. Elles sont entourées par des guillemets français : « et ».
- Les listes à puces sont à éviter, des paragraphes rédigés étant largement préférés. Les tableaux sont à réserver à la présentation de données structurées (résultats, etc.).
- Les appels de note de bas de page (petits chiffres en exposant, introduits par l'outil «  Source ») sont à placer entre la fin de phrase et le point final[comme ça].
- Les liens internes (vers d'autres articles de Wikipédia) sont à choisir avec parcimonie. Créez des liens vers des articles approfondissant le sujet. Les termes génériques sans rapport avec le sujet sont à éviter, ainsi que les répétitions de liens vers un même terme.
- Les liens externes sont à placer uniquement dans une section « Liens externes », à la fin de l'article. Ces liens sont à choisir avec parcimonie suivant les règles définies. Si un lien sert de source à l'article, son insertion dans le texte est à faire par les notes de bas de page.
- La présentation des références doit suivre les conventions bibliographiques. Il est recommandé d'utiliser les modèles {{Ouvrage}}, {{Chapitre}}, {{Article}}, {{Lien web}} et/ou {{Bibliographie}}. Le mode d'édition visuel peut mettre en forme automatiquement les références.
- Insérer une infobox (cadre d'informations à droite) n'est pas obligatoire pour parachever la mise en page.

Pour une aide détaillée, merci de consulter Aide:Wikification.
Si vous pensez que ces points ont été résolus, vous pouvez retirer ce bandeau et améliorer la mise en forme d'un autre article.
 (mai 2021).
Si vous disposez d'ouvrages ou d'articles de référence ou si vous connaissez des sites web de qualité traitant du thème abordé ici, merci de compléter l'article en donnant les références utiles à sa vérifiabilité et en les liant à la section « Notes et références ».
Pour les articles homonymes, voir Lipsky.
Michael Lipsky, né le 13 avril 1940, est un politiste américain et militant des droits civiques et sociaux. Il a notamment enseigné au MIT et participé à des programmes de la Fondation Ford. Sa contribution scientifique la plus discutée est le concept de "street-level bureaucracy" qui renouvelle les études sur le pouvoir discrétionnaire.

## Biographie
Né à New York, Michael Lipsky suit des études à Oberlin College puis à l'université de Princeton, où il poursuit un doctorat terminé en 1967. Au cours de ses années étudiantes, il s'engage dans le mouvement des droits civiques et le militantisme étudiant, dans le Student Non-Violent Coordinating Committee. Il contribue notamment à l'édition du journal Mississipi Free Press, voyageant à Jackson. Il travaille en parallèle de sa thèse dans "l'école de la liberté" d'Holly Springs, comme assesseur électoral et conseiller civique. Sur le plan professionnel, il entre comme consultant durant sa dernière année de thèse auprès d'Education Associates Inc., responsable d'un programme d'égalisation des opportunités professionnelles.
Académiquement, il mène une série de recherches sur les luttes menées par les populations vulnérables. Il se concentre notamment sur la grève des loyers engagée par les Afro-américains dans les villes du Nord des États-Unis, analysées dans sa thèse. Il est ensuite recruté comme professeur assistant du département de science politique à l'université du Wisconsin-Madison, où il s'occupe de la diversification du public. Il rejoint le MIT de 1969 à 1991, avant d'intégrer le "Peace and Social Justice Program" de la Fondation Ford à New York.

## Le concept de "street-level bureaucrats"
Michael Lipsky montre dans ses travaux scientifiques comment l'ensemble des agents publics sont amenés à produire et inventer les politiques publiques, faute de règles standardisées et face à des demandes imprévisibles et hétérogènes du public. Les politiques publiques ne sont donc jamais définitivement réglées ou mécaniques, mais dépendent du sens que leur donnent les "street-level bureaucrats", dotés d'une marge de manœuvre variable selon leur service d'activité. Alors que la plupart des travaux antérieurs étudiaient spécifiquement le pouvoir discrétionnaire des hauts fonctionnaires (lorsqu'ils écrivent une loi ou adressent une note de recommandation, par exemple), Michael Lipsky invite à explorer la bureaucratie publique et les administrations sociales pour comprendre la manière dont les politiques sociales voient réellement le jour et éviter d'héroïser les acteurs situés au sommet de l'Etat.
Plus globalement, il associe trois traits spécifiques aux administrations sociales de première ligne (ouvertes aux usagers) :
- La demande de la population excède toujours l'offre. Les agents sont en incapacité de recevoir toutes les personnes qui souhaiteraient être reçues et doivent soit trier parmi elles, soit limiter le temps imparti à chacune.
- Les règles sont toujours ambigües et les cas complexes. Il est impossible pour un agent administratif de résoudre un problème en se fiant uniquement à ses instructions : il doit délibérer, raisonner, juger à titre personnel et trancher sans certitude.
- Il y a une distance entre les objectifs proclamés d'une politique, d'une part, et les motifs qui animent au quotidien les agents chargés de la mettre en œuvre, d'autre part. Ceux-ci doivent assurer la reconduction des budgets, ont des préférences morales, rencontrent des conflits locaux, qui les amènent à se fixer des objectifs spécifiques et variables d'une administration locale à une autre.

De nos jours, ses travaux connaissent trois types de prolongement. Le premier s'intéresse aux dispositions sociales des agents publics : quelle politique produisent-ils en fonction de leurs caractéristiques personnelles ? Le second questionne le renforcement ou, au contraire, l'affaiblissement du pouvoir discrétionnaire. Le troisième se penche sur les techniques mobilisées par ces agents et la manière dont elles orientent leur appréciation (on ne produit pas les mêmes jugements selon qu'on manipule des classeurs à trombones ou un logiciel informatique).

### Publications notables
Street-level Bureaucracy: Dilemmas of the Individual in Public Services, New York, Russell Sage Foundation, 2010 (édition augmentée pour le 30e anniversaire).
avec Steven Rathgeb Smith, Nonprofits for Hire: The Welfare State in the Age of Contracting, Harvard University Press, 1993.
Street-level Bureaucracy: Dilemmas of the Individual in Public Services, New York, Russell Sage Foundation, 2010.
avec David Olson, Commission Politics: The Processing of Racial Crisis in America, New Brunswick, N.J. Transaction Books, 1977.
Protest in City Politics: Rent Strikes, Housing, and the Power of the Poor, Chicago, Rand McNally, 1970.